# Jules Mascaron
Jules Mascaron o Jules de Mascaron (1634 - 1703) fue un predicador francés.

## Biografía
Jules Mascaron nace el 14 de marzo de 1634 en Marsella, de un padre abogado en Aix-en-Provence. Entra muy temprano a la Congregación del Oratorio y se convirtió rápidamente en un predicador de prestigio. Paris confirmó muy pronto la apreciación que se le tenía en la provincia; en 1666 se le pidió que predicara frente a la Corte, y se convirtió en uno de los favoritos de Louis XIV, quien mencionó que su elocuencia una de las cosas raras que jamás envejecen».
En 1671, fue nombrado obispo de Tulle, y ocho años más tarde obispo de Agen. Continuó, sin embargo, predicando para la corte regularmente, sobre todo en ocasiones fúnebres. Su panegírico de Henri de la Tour d'Auvergne, vizconde de Turenne, en 1675, es considerado su mejor obra. Su estilo está marcado por el preciosismo, y su único interés hoy en día es el de ser un ejemplo perfecto de lo que Jacques-Bénigne Bossuet ha removido del género del sermón.
Il fut admiré par Mme de Sévigné et par Mlle de Scudéry, avec laquelle, il correspondit.  
Cette relation bâtie sur une admiration partagée  a duré  40 ans. Elle était à la fois sa confidente et  sa lectrice avisée qu’il attendait son opinion avant de prononcer ses discours.  Comme orateur, il était érudit, doux, zélé, éloquent,  respectueux de ses adversaires, fin, vigilant, usant des métaphores et des renvois aux textes bibliques.  Il avait régulièrement recours aux citations tirées des auteurs de l'Antiquité gréco-romaine sans pour autant oublier de faire des allusions aux progrès scientifiques de son siècle. Ses élans imaginaires, sa trivialité, sa naïveté, familiarité figurent parfois comme des défauts. Néanmoins, il était un orateur qui communique avec ses auditeurs. 
Consagró sus últimos años a su diócesis, donde murió en 1703.
Seis de sus más famosos sermones fueron editados en 1704.

## Obras
- Charles Bordes, Recueil des oraisons funèbres prononcées par Messire Jules Mascaron, G. Dupuis, 1704.
- Esprit Fléchier, Choix d'oraisons funèbres de Bossuet, Fléchier, Massillon, Bourdaloue, Mascaron, et de M. de Beauvais, accompagné de notes, et précédé d'un essai sur l'oraison funèbre, par M. Villemain, Testu, 1813.
- Jules Mascaron, "Les Oraisons funèbres - texte présenté, établi et annoté par Bernard Gallina", Schena Editore - Imprenta de la Universidad de París-Sorbonne, 2002.

- Datos: Q3188770
- Multimedia: Jules Mascaron / Q3188770